# Championnat de Malte de football 2001-2002
Navigation
Saison précédente Saison suivante
La saison 2001-2002 de Premier League Maltaise était la quatre-vingt-septième édition de la première division maltaise.
Lors de cette saison, le La Vallette FC a tenté de conserver son titre de champion face aux neuf meilleurs clubs maltais lors d'une série de matchs se déroulant sur toute l'année.
Les dix clubs participants à la première phase de championnat ont été confrontés à deux reprises aux neuf autres. En gardant une partie des points acquis lors de la première phase, les six premiers se sont affrontés deux fois de plus pour se disputer la victoire finale et les quatre derniers pour éviter la relégation.
C'est le Paola Hibernians FC qui a été sacré champion de Malte pour la neuvième fois.
Trois places étaient qualificatives pour les compétitions européennes, la quatrième place étant celle du vainqueur du Trophée Rothman 2001-2002.

## Qualifications en coupe d'Europe
À l'issue de la saison, le champion a participé au 1er tour de qualification de la Ligue des champions 2002-2003.
Le vainqueur du Trophée Rothman et le deuxième du championnat ont pris les places pour la Coupe UEFA 2002-2003.
Enfin, la première équipe dans l'ordre du classement qui l'a souhaité a participé à la Coupe Intertoto 2002.

## Les dix clubs participants
| Club                | Stade             | Capacité | Ville      |
| ------------------- | ----------------- | -------- | ---------- |
| Birkirkara FC       | Infetti Ground    | 2 000    | Birkirkara |
| Floriana FC         | -                 | -        | Floriana   |
| Hamrun Spartans     | Victor Tedesco    | 6 000    | Hamrun     |
| Paola Hibernians FC | Hibernians Ground | 8 000    | Paola      |
| Lija Athletic FC    | -                 | -        | Lija       |
| Marsa FC            | -                 | -        | Marsa      |
| Naxxar Lions FC     | -                 | -        | Naxxar     |
| Pietà Hotspurs      | -                 | -        | Pietà      |
| Sliema Wanderers FC | Guze Fava Ground  | 4 000    | Sliema     |
| La Vallette FC      | -                 | -        | La Valette |

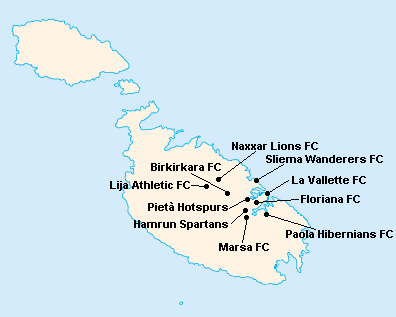
Localisation des clubs engagés dans le championnat.

L'île de Malte étant relativement petite, les clubs évoluent tous au stade National Ta'Qali (17 400 places). Certain cependant ont leur propre enceinte qu'ils peuvent éventuellement utiliser.

## Compétition

### Phase 1

#### Classement
| Rang | Équipe               | Pts | J  | G  | N | P  | Bp | Bc | Diff |
| ---- | -------------------- | --- | -- | -- | - | -- | -- | -- | ---- |
| 1    | Birkirkara FC (C)    | 40  | 18 | 12 | 4 | 2  | 46 | 16 | +30  |
| 2    | Paola Hibernians FC  | 40  | 18 | 12 | 4 | 2  | 41 | 22 | +19  |
| 3    | Sliema Wanderers FC  | 38  | 18 | 12 | 2 | 4  | 48 | 16 | +32  |
| 4    | La Vallette FC (T)   | 35  | 18 | 10 | 5 | 3  | 40 | 21 | +19  |
| 5    | Hamrun Spartans      | 23  | 18 | 7  | 2 | 9  | 23 | 33 | -10  |
| 6    | Floriana FC          | 22  | 18 | 6  | 4 | 8  | 27 | 24 | +3   |
| 7    | Marsa FC (P)         | 22  | 18 | 6  | 4 | 8  | 32 | 38 | -6   |
| 8    | Pietà Hotspurs       | 15  | 18 | 4  | 3 | 11 | 20 | 36 | -16  |
| 9    | Naxxar Lions FC      | 12  | 18 | 4  | 0 | 14 | 24 | 54 | -30  |
| 10   | Lija Athletic FC (P) | 8   | 18 | 2  | 2 | 14 | 14 | 55 | -41  |

| Légende : Qualifications et relégations | Légende : Qualifications et relégations                                        |
| --------------------------------------- | ------------------------------------------------------------------------------ |
|                                         | Qualifié pour le tour des champions                                            |
|                                         | Qualifié pour le tour de relégation                                            |
|                                         | (T) : Tenant du titre 2000-2001 (P) : Promu (C) : Vainqueur du Trophée Rothman |

#### Matchs
| Résultats (▼dom., ►ext.)                                   | Bir | Flo | Ham | Hib | Lij | Mar | Nax | Pie | Sli | Val |
| Birkirkara FC                                              |     | 3-1 | 5-0 | 1-1 | 3-0 | 3-0 | 5-1 | 5-2 | 0-1 | 1-3 |
| Floriana FC                                                | 0-1 |     | 0-0 | 1-2 | 3-1 | 2-2 | 2-1 | 5-1 | 2-0 | 1-2 |
| Hamrun Spartans                                            | 1-2 | 1-0 |     | 0-1 | 2-0 | 2-3 | 2-1 | 2-1 | 1-5 | 0-3 |
| Paola Hibernians FC                                        | 0-1 | 2-1 | 1-1 |     | 5-0 | 3-2 | 3-2 | 4-1 | 2-1 | 5-4 |
| Lija Athletic FC                                           | 1-4 | 2-2 | 1-2 | 0-4 |     | 1-2 | 3-2 | 2-1 | 0-0 | 0-2 |
| Marsa FC                                                   | 2-4 | 1-1 | 2-0 | 2-2 | 5-1 |     | 2-1 | 2-3 | 2-4 | 1-0 |
| Naxxar Lions FC                                            | 1-6 | 0-3 | 2-4 | 1-3 | 4-2 | 2-0 |     | 2-0 | 1-4 | 1-4 |
| Pietà Hotspurs                                             | 1-1 | 3-1 | 0-3 | 0-1 | 3-0 | 2-0 | 0-1 |     | 0-3 | 1-1 |
| Sliema Wanderers FC                                        | 1-1 | 0-1 | 3-2 | 2-0 | 7-0 | 4-1 | 6-0 | 3-1 |     | 1-2 |
| La Vallette FC                                             | 0-0 | 2-1 | 3-0 | 2-2 | 4-0 | 3-3 | 5-1 | 0-0 | 0-3 |     |
| - Victoire à domicile - Match nul - Victoire à l'extérieur |     |     |     |     |     |     |     |     |     |     |

### Phase 2

#### Classement
| Rang | Équipe              | Pts | J  | G  | N | P  | Bp | Bc | Diff |
| ---- | ------------------- | --- | -- | -- | - | -- | -- | -- | ---- |
| 1    | Paola Hibernians FC | 43  | 28 | 19 | 6 | 3  | 67 | 34 | +33  |
| 2    | Sliema Wanderers FC | 36  | 28 | 17 | 4 | 7  | 67 | 30 | +37  |
| 3    | Birkirkara FC (C)   | 31  | 28 | 14 | 9 | 5  | 60 | 29 | +31  |
| 4    | La Vallette FC (T)  | 30  | 28 | 13 | 8 | 7  | 52 | 33 | +19  |
| 5    | Floriana FC         | 25  | 28 | 10 | 6 | 12 | 39 | 38 | +1   |
| 6    | Hamrun Spartans     | 17  | 28 | 8  | 4 | 16 | 26 | 54 | -28  |

| Rang | Équipe               | Pts | J  | G | N | P  | Bp | Bc | Diff |
| ---- | -------------------- | --- | -- | - | - | -- | -- | -- | ---- |
| 7    | Pietà Hotspurs       | 20  | 24 | 8 | 3 | 13 | 29 | 42 | -13  |
| 8    | Marsa FC (P)         | 18  | 24 | 8 | 5 | 11 | 42 | 48 | -6   |
| 9    | Naxxar Lions FC      | 14  | 24 | 6 | 2 | 16 | 37 | 62 | -25  |
| 10   | Lija Athletic FC (P) | 11  | 24 | 4 | 3 | 17 | 21 | 70 | -49  |

| Légende : Qualifications et relégations | Légende : Qualifications et relégations                                                     |
| --------------------------------------- | ------------------------------------------------------------------------------------------- |
|                                         | Ligue des champions 2002-2003 (1er Tour de qualification)                                   |
|                                         | Coupe UEFA 2002-2003 (Tour de qualification)                                                |
|                                         | Coupe Intertoto 2002 (1er Tour)                                                             |
|                                         | Relégation en First Division Maltaise                                                       |
|                                         | (T) : Tenant du titre 2000-2001 (P) : Promu en 2000-2001 (C) : Vainqueur du Trophée Rothman |

#### Matchs
| Résultats (▼dom., ►ext.)                                   | Bir | Flo | Ham | Hib | Sli | Val |
| Birkirkara FC                                              |     | 1-2 | 4-0 | 1-3 | 0-0 | 1-1 |
| Floriana FC                                                | 1-1 |     | 1-1 | 0-2 | 0-3 | 1-0 |
| Hamrun Spartans                                            | 1-0 | 0-2 |     | 0-2 | 0-2 | 1-1 |
| Paola Hibernians FC                                        | 2-2 | 3-1 | 4-0 |     | 4-2 | 2-4 |
| Sliema Wanderers FC                                        | 2-2 | 3-2 | 4-0 | 1-3 |     | 2-1 |
| La Vallette FC                                             | 1-2 | 0-2 | 1-0 | 1-1 | 2-0 |     |
| - Victoire à domicile - Match nul - Victoire à l'extérieur |     |     |     |     |     |     |

| Résultats (▼dom., ►ext.)                                   | Lij | Mar | Nax | Pie |
| Lija Athletic FC                                           |     | 4-1 | 2-2 | 1-0 |
| Marsa FC                                                   | 4-0 |     | 2-1 | 1-2 |
| Naxxar Lions FC                                            | 6-0 | 1-1 |     | 2-1 |
| Pietà Hotspurs                                             | 2-0 | 2-1 | 2-1 |     |
| - Victoire à domicile - Match nul - Victoire à l'extérieur |     |     |     |     |

## Bilan de la saison
| Tableau d'Honneur       |                     |
| Compétition             | Vainqueur           |
| Premier League Maltaise | Paola Hibernians FC |
| Trophée Rothman         | Birkirkara FC       |
| Supercoupe de Malte     | La Vallette FC      |

| Qualifications européennes 2002-2003 |                                   |
| Ligue des champions                  | Qualifiés                         |
| 1er tour de qualification            | Paola Hibernians FC               |
| Coupe UEFA                           | Qualifiés                         |
| Tour de qualification                | Birkirkara FC Sliema Wanderers FC |
| Coupe Intertoto                      | Qualifiés                         |
| 1er tour                             | La Vallette FC                    |

| Promotions et relégations           |                                  |
| Relégués en First Division Maltaise | Naxxar Lions FC Lija Athletic FC |
| Promus de First Division Maltaise   | Marsaxlokk FC Mosta FC           |